# Нове Барятіно
Нове Баря́тіно (рос. Новое Барятино, башк. Яңы Барятин) — село у складі Стерлітамацького району Башкортостану, Росія. Адміністративний центр Казадаєвської сільської ради.
Населення — 613 осіб (2010; 496 в 2002).
Національний склад:
- росіяни — 36%
- башкири — 31%